# 焼きラーメン
焼きラーメン（やきラーメン）は、麺料理の一つ。福岡県福岡市の屋台から発祥したものが著名だが、それ以外の地域で考案された焼きラーメンも存在する。

## 福岡市
1968年に福岡県の福岡市天神で創業した屋台「小金ちゃん」が発祥と言われ、人気も高い。
茹でたラーメンの麺に豚骨スープと特製ソースを絡めて鉄板で焼いた料理である。暑い時期にスープを飲めない客のために初代店主が考案した。
2005年に永谷園から『博多屋台風焼きラーメン』、ハウス食品より『うまかっちゃん 博多焼きラーメン』、熊本の五木食品からは棒状の『博多発祥焼きラーメン』、明星食品からはカップ麺の『焼きラーメン スパイシーとんこつ味』、サンヨー食品からは同じくカップ麺の『サッポロ一番 博多名物焼きラーメンとんこつ味』という名称でインスタント麺が商品化されている。また、福岡の株式会社まあるいテーブルより『小金ちゃん焼きラーメン』が商品化されている。

## らあめん花月嵐
ラーメンチェーンのらあめん花月嵐では2003年5月より焼きラーメンの販売を行っている。ただし、人気メニューとは言い難く、度重なる批判もあって「裏メニュー」扱いとして存続している。

## サッポロ一番
サンヨー食品では2016年に「サッポロ一番 塩らーめんが焼肉になりました」「サッポロ一番 みそラーメンが焼肉になりました」を販売した。
焼き肉の漬けダレと締めの焼きラーメン用の麺がセットになっており、最初に漬けダレを使って焼き肉を食べ、残ったタレで締めの焼きラーメンを作ることを想定している。

## 和歌山
和歌山県有田郡有田川町の麺工場ナルトが考案した「和歌山焼きラーメン」は2012年の『地域ブランドサミットinありだ2012』で開催された「B級ご当地グルメコンテスト」において優勝した。

## 恵那市
岐阜県恵那市で恵那市恵南商工会が合併10周年を契機にご当地B級グルメとして商工会青年部が2017年に考案した。恵南まるごと焼きラーメンとも呼ぶ。
恵南地域の特産品を使用するのが特徴で、麺と醤油は明智町産、豚肉は岩村町産、ユズは串原産、トマトは上矢作町産、出汁醤油は明智町産とし、山岡町産の寒天を用いて後がけジュレとしている。